# Eddie Gottlieb
Edward Gottlieb, detto Eddie (Kiev, 15 settembre 1898 – Filadelfia, 7 dicembre 1979), è stato un cestista, allenatore di pallacanestro e dirigente sportivo statunitense, professionista nella BAA e nella NBA.
È membro del Naismith Memorial Basketball Hall of Fame dal 1972 in qualità di contributore.

## Palmarès

### Allenatore
- Campionato NBA: 1

Philadelphia Warriors: 1947